# Аликвипа (Пенсилванија)
Аликвипа (енгл. Aliquippa) град је у америчкој савезној држави Пенсилванија. По попису становништва из 2010. у њему је живело 9.438 становника.

## Демографија
Према попису становништва из 2010. у граду је живело 9.438 становника, што је 2.296 (19,6%) становника мање него 2000. године.
| Група             | 2000.         | 2010.         |
| Белци             | 7.274 (62,0%) | 5.374 (56,9%) |
| Афроамериканци    | 4.168 (35,5%) | 3.645 (38,6%) |
| Азијати           | 21 (0,2%)     | 42 (0,4%)     |
| Хиспаноамериканци | 117 (1,0%)    | 125 (1,3%)    |
| Укупно            | 11.734        | 9.438         |